# 紀元前455年
紀元前455年（きげんぜん455ねん）は、ローマ暦の年である。
当時は、「ウァティカヌスとキクリヌスが共和政ローマ執政官に就任した最初の年」として知られていた（もしくは、それほど使われてはいないが、ローマ建国紀元299年）。紀年法として西暦（キリスト紀元）がヨーロッパで広く普及した中世時代初期以降、この年は紀元前455年と表記されるのが一般的となった。

## 他の紀年法
- 干支 : 丙戌
- 日本
  - 皇紀206年
  - 孝昭天皇21年
- 中国
  - 周 - 貞定王14年
  - 秦 - 厲共公22年
  - 晋 - 出公20年
  - 楚 - 恵王34年
  - 斉 - 宣公元年
  - 燕 - 孝公43年
  - 趙 - 襄子21年
- 朝鮮
  - 檀紀1879年
- ベトナム :
- 仏滅紀元 : 90年
- ユダヤ暦 : 3306年 - 3307年

## できごと

### ギリシア
- 将軍トルミデスに率いられたアテナイ軍は、100隻の船をペロポネソス周辺に派遣し、ギティオにあるスパルタの海軍基地を焼き討ちした。その結果、アテナイは、アカイアの都市がデロス同盟に加入するという合意を得た。アテナイ軍は、その後、コリンティアコス湾の他のスパルタの同盟都市を攻撃しに向かった。アテナイは、スパルタの領土をペロポネソス南部に制限することに成功した。
- アテナイは、アケメネス朝ペルシアのせいでエジプトで大敗を喫した。ナイル川デルタで行く手を遮られた後、アテナイ軍は敗北し、シナイ半島からバビロンに撤退した。エジプトの反逆者イナロス2世は、ペルシアに虐待された。アテナイは、それ以降エジプトでは軍事行動を起こさないことを決めた。

### 文学
- エウリピデスは、ディオニューシア祭でPeliadesを上演した。